# Любавія

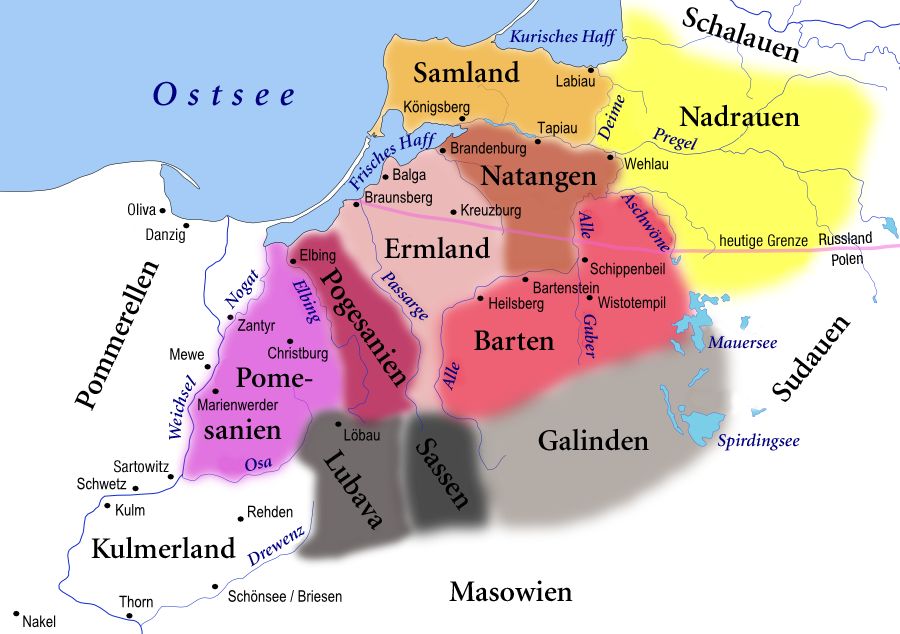
Схема земель Пруссії у ХІІІ ст.

Любавія (Михайлівська земля) (нім. Michelau; лат. Terra Michaloviensis, Terra Lubavia; пол. Ziemia michałowska) — історико-географічний регіон на півночі Польщі. Невелика земля розміщувалась поміж прусських земель і межувала на півночі із прусськими землями Помезанія, Погезанія, Вармія, на сході з Сассією, на заході з Кульмською землею і лише на півдні з польською землею Мазовія. Точне значення назви землі невідоме. Припускають, що воно могло походити від прусського «Loba»- долина,чи латвійського «lubene»- луг.

## Історія
Земля на початку ХІІІ ст. була об'єктом претензій польських князів. Перша згадка про неї 1213 походить з хроніки Петера з Дусбурга — «Terra Culmensis et Lubavia», а згадка про місто Любава (нім. Löbau) (1260), яке 1269 знищили ятв'яги. Під час Першого повстання тут прусси розбили чисельніше вороже військо. Землю доволі швидко захопив Тевтонський орден, а згодом вона була неодноразово предметом суперечок з Польщею. За мирними договорами 1343 і 1422 земля належала Тевтонському ордену, а згідно Другого Торунського миру в 1466 році терени Любавії відійшли до Корони Королівства Польського. У часи польського процвітання, особливо в 1500-1600 роках, Любавія зазнала потужного економічного розвитку.
Після першого поділіу Польщі в 1772 році Любавія відійшла до королівства Пруссія. Згідно Тільзитського миру 1807 вона відійшла до Варшавського герцогства, а 1815 знову повернулась до Пруссії. Після Першої світової війни більша частина цієї території, включно з містом Любава, увійшла до складу Польщі. У 1939 році ці території були окуповані німцями після їхньої агресії проти Польщі, а німецька окупація закінчилася в 1945 році, коли територію захопила Червона армія. Терени Любавії сьогодні входять до Вармінсько-Мазурського воєводства Польщі.